# Casa de huéspedes (telenovela)
Casa de huéspedes es una telenovela mexicana producida en 1965 para Telesistema Mexicano. Protagonizada por Ofelia Guilmáin y Antonio Medellín.

## Elenco
- Ofelia Guilmáin... Ramona
- Antonio Medellín... Alfredo
- Dalia Íñiguez... Luisa
- Héctor Suárez... Gonzalo
- Horacio Salinas... Pablito
- María Rojo... Esperanza